# Мембранный транспорт
Мембранный транспорт — транспорт веществ сквозь клеточную мембрану в клетку или из клетки, осуществляемый с помощью различных механизмов — простой диффузии, облегченной диффузии и активного транспорта.
Важнейшее свойство биологической мембраны состоит в её способности пропускать в клетку и из неё различные вещества. Это имеет большое значение для саморегуляции и поддержания постоянного состава клетки.
Такая функция клеточной мембраны выполняется благодаря избирательной проницаемости, то есть способности пропускать одни вещества и не пропускать другие.

## Транспорт сквозь липидный бислой (простая диффузия) и транспорт при участии мембранных белков
Легче всего проходят через липидный бислой неполярные молекулы с малой молекулярной массой (кислород, азот, бензол). Достаточно быстро проникают сквозь липидный бислой такие мелкие полярные молекулы, как углекислый газ, оксид азота, вода, мочевина. С заметной скоростью проходят через липидный бислой этанол и глицерин, а также стероиды и тиреоидные гормоны. Для более крупных полярных молекул (глюкоза, аминокислоты), а также для ионов липидный бислой практически непроницаем, так как его внутренняя часть гидрофобна. Так, для воды коэффициент проницаемости (см/с) составляет около 10−2, для глицерина — 10−5, для глюкозы — 10−7, а для одновалентных ионов — меньше 10−10.
Перенос крупных полярных молекул и ионов происходит благодаря белкам-каналам или белкам-переносчикам. Так, в мембранах клеток существуют каналы для ионов натрия, калия и хлора, в мембранах многих клеток — водные каналы аквапорины, а также белки-переносчики для глюкозы, разных групп аминокислот и многих ионов.

## Активный и пассивный транспорт
Пассивный транспорт — транспорт веществ по градиенту концентрации, не требующий затрат энергии. Пассивно происходит транспорт гидрофобных веществ сквозь липидный бислой. Пассивно пропускают через себя вещества все белки-каналы и некоторые переносчики. Пассивный транспорт с участием мембранных белков называют облегченной диффузией.
Другие белки-переносчики (их иногда называют белки-насосы) переносят через мембрану вещества с затратами энергии, которая обычно поставляется при гидролизе АТФ. Этот вид транспорта осуществляется против градиента концентрации переносимого вещества и называется активным транспортом.

## Симпорт, антипорт и унипорт
Мембранный транспорт веществ различается также по направлению их перемещения и количеству переносимых данным переносчиком веществ:
- 1) Унипорт — транспорт одного вещества в одном направлении в зависимости от градиента
- 2) Симпорт — транспорт двух веществ в одном направлении через один переносчик.
- 3) Антипорт — перемещение двух веществ в разных направлениях через один переносчик.

Унипорт осуществляет, например, потенциал-зависимый натриевый канал, через который в клетку во время генерации потенциала действия перемещаются ионы натрия.
Симпорт осуществляет переносчик глюкозы, расположенный на внешней (обращенной в просвет кишечника) стороне клеток кишечного эпителия. Этот белок захватывает одновременно молекулу глюкозы и ион натрия и, меняя конформацию, переносит оба вещества внутрь клетки. При этом используется энергия электрохимического градиента, который, в свою очередь, создается за счет гидролиза АТФ натрий-калиевой АТФ-азой.
Антипорт осуществляет, например, натрий-калиевая АТФаза (или натрий-зависимая АТФаза). Она переносит в клетку ионы калия. а из клетки — ионы натрия.

## Работа натрий-калиевой АТФазы как пример антипорта и активного транспорта
Первоначально этот переносчик присоединяет с внутренней стороны мембраны три иона {\displaystyle Na^{+}} . Эти ионы изменяют конформацию активного центра АТФазы. После такой активации АТФаза способна гидролизовать одну молекулу АТФ, причем фосфат-ион фиксируется на поверхности переносчика с внутренней стороны мембраны.
Выделившаяся энергия расходуется на изменение конформации АТФазы, после чего три иона {\displaystyle Na^{+}} и ион {\displaystyle PO_{4}^{3-}} (фосфат) оказываются на внешней стороне мембраны. Здесь ионы {\displaystyle Na^{+}} отщепляются, а {\displaystyle PO_{4}^{3-}} замещается на два иона {\displaystyle K^{+}} . Затем конформация переносчика изменяется на первоначальную, и ионы {\displaystyle K^{+}} оказываются на внутренней стороне мембраны. Здесь ионы {\displaystyle K^{+}} отщепляются, и переносчик вновь готов к работе.
Более кратко действия АТФазы можно описать так:
- 1) Она изнутри клетки «забирает» три иона {\displaystyle Na^{+}} ,затем расщепляет молекулу АТФ и присоединяет к себе фосфат
- 2) «Выбрасывает» ионы {\displaystyle Na^{+}} во внешнюю среду и присоединяет оттуда два иона {\displaystyle K^{+}}.
- 3) Отсоединяет фосфат, два иона {\displaystyle K^{+}} выбрасывает внутрь клетки

В итоге во внеклеточной среде создается высокая концентрация ионов {\displaystyle Na^{+}} , а внутри клетки — высокая концентрация {\displaystyle K^{+}}. Работа {\displaystyle Na^{+}}, {\displaystyle K^{+}} — АТФаза создает не только разность концентраций, но и разность зарядов (она работает как электрогенный насос). На внешней стороне мембраны создается положительный заряд, на внутренней — отрицательный.